# Legion of Doom (Hackergruppe)
Die Legion of Doom (später LOD/H) war eine US-amerikanische Hacker- und Phreakergruppe, die von 1984 bis in die frühen 1990er Jahre existierte. 
Im Sommer 1984 gründete sich die Gruppe um einen Hacker mit dem Pseudonym „Lex Luthor“. Vorbild für die Namensgebung war eine Gruppe von Superman-Gegnern namens „Legion of Doom“ um die Comic-Figur Lex Luthor. Eine eher Computer-orientierte Untergruppe namens „Legion of Hackers“ wurde später assimiliert, daher stammt auch die dann verwendete Kurzform LOD/H.
Die Legion of Doom war Herausgeber des Untergrund-Magazins LOD Technical Journals, einer elektronischen Publikation, in der Hack-Methoden und -Ergebnisse ebenso vorgestellt wurden wie Phreaking-Tipps bis hin zur Anleitung zum Bau einer Bluebox. Das Journal sollte ursprünglich regelmäßig erscheinen, wurde aber letztendlich zwischen 1987 und 1990 nur viermal fertiggestellt.
Die Vereinigung spaltete sich später in zwei Fraktionen auf. Das Mitglied Mark Abene gründete die Hackergruppe Masters of Deception. Ihm folgten weitere Mitglieder von LoD. In der Folge der Teilung kam es zu Rivalitäten zwischen den beiden Gruppen, die als „Great Hacker War“ bekannt wurden.
In den frühen 1990er Jahren begann die USA-weite Operation Sundevil durch den Secret Service und das FBI gegen Hackergruppen vorzugehen. Im Verlauf wurden viele Mitglieder der „Legion of Doom“ verhaftet – viele für Taten, die für Hacking und Phreaking typisch sind, wie die Übernahme von Computern oder Telefonleitungen, einige allerdings auch für Kreditbetrug zur persönlichen Bereicherung. Letztlich war die Operation jedoch nicht sehr erfolgreich, viele Beschuldigte wurden freigesprochen. In einem Fall warf das Gericht im Urteil dem Secret Service „schlampige“ (sloppy) Vorbereitung vor und empfahl „bessere Schulung“ (better education).
Zu den bekannten Mitgliedern gehörte auch der Autor des Hackermanifests Loyd Blankenship als The Mentor. 